# Podnoszenie ciężarów na Letnich Igrzyskach Olimpijskich 1984 – waga lekkociężka mężczyzn
Rywalizacja w wadze do 82,5 kg mężczyzn w podnoszeniu ciężarów na Letnich Igrzyskach Olimpijskich 1984 odbyła się 4 sierpnia 1984 roku w hali Gersten Pavilion. W rywalizacji wystartowało 19 zawodników z 16 krajów. Tytułu sprzed czterech lat nie obronił Jurik Wartanian z ZSRR, który tym razem nie startował. Nowym mistrzem olimpijskim został Petre Becheru z Rumunii, srebrny medal wywalczył Australijczyk Robert Kabbas, a trzecie miejsce zajął Ryōji Isaoka z Japonii.

## Wyniki
| Pozycja | Zawodnik             | Reprezentacja     | Waga  | Rwanie | Rwanie | Rwanie | Podrzut | Podrzut | Podrzut | Wynik |
| Pozycja | Zawodnik             | Reprezentacja     | Waga  | 1      | 2      | 3      | 1       | 2       | 3       | Wynik |
| ------- | -------------------- | ----------------- | ----- | ------ | ------ | ------ | ------- | ------- | ------- | ----- |
| 1. !    | Petre Becheru        | Rumunia           | 81,60 | 150,0  | 155,0  | 157,5  | 190,0   | 195,0   | 200,0   | 355,0 |
| 2. !    | Robert Kabbas        | Australia         | 81,90 | 145,0  | 150,0  | 152,5  | 185,0   | 192,5   | 195,0   | 342,5 |
| 3. !    | Ryōji Isaoka         | Japonia           | 81,80 | 150,0  | 155,0  | 155,0  | 190,0   | 200,0   | 207.5   | 340,0 |
| 4       | Newton Burrowes      | Wielka Brytania   | 82,00 | 147,5  | 152,5  | 152,5  | 180,0   | 190,0   | 190,0   | 327,5 |
| 5       | Ibrahim El-Bakh      | Egipt             | 82,25 | 140,0  | 145,0  | 147,5  | 172,5   | 177,5   | 177,5   | 325,0 |
| 6       | Lee Gang-seok        | Korea Południowa  | 82,25 | 135,0  | 140,0  | 140,0  | 175,0   | 182,5   | 185,0   | 322,5 |
| 7       | Yvan Darsigny        | Kanada            | 82,35 | 137,5  | 137,5  | 142,5  | 170,0   | 177,5   | 180,0   | 322,5 |
| 8       | Allister Nalder      | Nowa Zelandia     | 81,25 | 137,5  | 137,5  | 142.5  | 175,0   | 180,0   | 180,0   | 317,5 |
| 9       | Arn Kritsky          | Stany Zjednoczone | 82,05 | 135,0  | 140,0  | 142,5  | 175,0   | 175,0   | 182,5   | 315,0 |
| 10      | Michael Bernard      | Nowa Zelandia     | 82,30 | 137,5  | 137,5  | 142,5  | 175,0   | 182,5   | 182,5   | 312,5 |
| 11      | Bertil Sollevi       | Szwecja           | 81,85 | 135,0  | 135,0  | 140,0  | 175,0   | 182,5   | 182,5   | 310,0 |
| 12      | Anthony Supple       | Wielka Brytania   | 81,45 | 135,0  | 135,0  | 140,0  | 172,5   | 177,5   | 177,5   | 307,5 |
| 13      | Mahmoud Mahgoub      | Egipt             | 79,95 | 135,0  | 140,0  | 140,0  | 162,5   | 162,5   | 170,0   | 302,5 |
| 14      | Juan Rejas           | Peru              | 78,50 | 120,0  | 125,0  | 125,0  | 150,0   | 155,0   | 155,0   | 270,0 |
| –       | Ricardo Salas        | Panama            | 79,55 | 135,0  | 135,0  | 135,0  | 162,5   | 170,0   | 172,5   | —     |
| –       | Keijo Tahvanainen    | Finlandia         | 82,05 | 137,5  | 137,5  | 137,5  | 175,0   | 180,0   | 180,0   | —     |
| –       | Yusuf Dalgınlı       | Turcja            | 79,20 | 140,0  | 140,0  | 142,5  | —       | —       | —       | —     |
| –       | Wasilios Stawridis   | Grecja            | 81,55 | 137,5  | 137,5  | 137,5  | —       | —       | —       | —     |
| –       | Giuseppe Lagrotteria | Włochy            | 81,65 | 150,0  | 155,0  | 155,0  | —       | —       | —       | —     |